# Hrabstwo Howard (Maryland)

Piramida wieku hrabstwa

Hrabstwo Howard (ang. Howard County) to hrabstwo w amerykańskim stanie Maryland. Hrabstwo zajmuje powierzchnię całkowitą 656,69 km² i według szacunków US Census Bureau w roku 2006 liczyło 272 452 mieszkańców. Siedzibą hrabstwa jest miasto Ellicott City.

## Historia
Dystrykt Howard został utworzony w roku 1838 z części hrabstwa Anne Arundel. Dystrykt miał status hrabstwa, poza tym, że nie posiadał prawa do przedstawicieli w zgromadzeniu ogólnym stanu Maryland. Oficjalnie hrabstwo Howard powstało w roku 1851. Nazwa hrabstwa pochodzi od nazwiska Johna Eagera Howarda, oficera w czasie wojny o niepodległość Stanów Zjednoczonych i gubernatora stanu Maryland.

## Geografia
Całkowita powierzchnia hrabstwa Howard wynosi 656,69 km², z czego 652,78 km² stanowi powierzchnia lądowa, a 3,91 km² (0,6%) powierzchnia wodna, co czyni je najmniejszym hrabstwem w Maryland w tych trzech kategoriach. Najwyższy punkt w hrabstwie ma wysokość 266 m n.p.m., zaś najniższy punkt o wysokości 6 m n.p.m. znajduje się w dolnym biegu rzeki Patapsco.
W hrabstwie znajduje się część parków stanowych Patapsco Valley i Patuxent River.

### CDP
- Columbia
- Elkridge
- Ellicott City
- Fulton
- Highland
- Ilchester
- North Laurel
- Savage
- Scaggsville

## Demografia
Według szacunków US Census Bureau w roku 2006 hrabstwo Howard liczyło 272 452 mieszkańców.